# Navigáció

A korszerű helymeghatározást segítő műholdak mozgása a föld körüli orbitális pályán. Feketével vannak jelölve a földfelszín egy adott pontjáról (kék folt) elméletileg látható műholdak (a számuk is jelezve).

A navigáció mai értelmezése szerint a tengeri és légi közlekedés tájékozódási módszereinek összefoglaló elnevezése. Bizonyos megszorításokkal alkalmazható a szárazföldi közlekedésben is (úttalan terepen, sivatagban). A latin navigatio szó eredeti jelentése: hajózás (a navigare (hajózni) ige származéka). Napjainkban a korszerű műholdak segítségével végzett helymeghatározás a legtöbb ember számára elérhetővé vált.

## A navigáció alapfeladatai
- a pillanatnyi tartózkodási hely meghatározása,
- a rendeltetési helyet megközelítő optimális útvonal meghatározása,
- a jármű tervezett útvonalon való vezetése, irányítása.

## Módszerei, eszközei

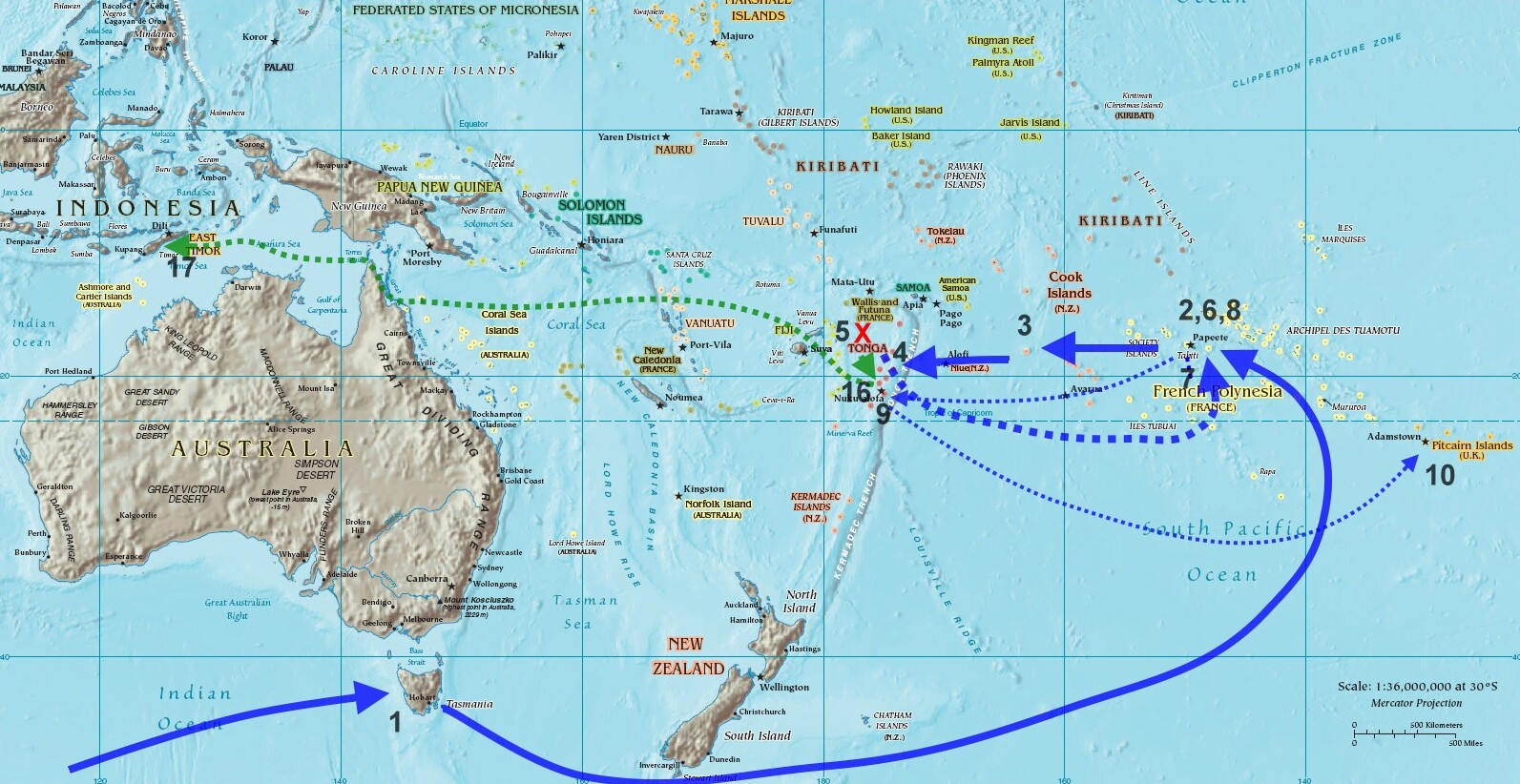
A Bounty útja

A hajózási navigációban megkülönböztetünk nyílt tengeri és part menti navigációt, melyek számos ponton eltérnek egymástól.
Nyílt tengeri navigáció során, vagyis amikor a hajó mozgását nem korlátozza a part, a navigáció két fő feladata az aktuális pozíció megállapítása és a kívánt menetirány meghatározása.
A pozíciót nyílt tengeren korábban csillagászati navigáció révén, az elektronikus eszközök korában döntően a műholdas rádiónavigációval GPS-szel  tudjuk megállapítani.  A GPS előtt is léteztek illetve léteznek földi telepítésű rádiónavigációs rendszerek is (pl. hajózásban a LORAN, a léginavigációban VOR, DME, NDB, TACAN). Mindkét módszerben a pozíció koordinátáinak meghatározását – a földrajzi szélesség és hosszúság kiszámítását – követi a pozíció térképen való jelölése. Elektronikus helymeghatározás esetén ma már többnyire elektronikus térkép-megjelenítést (is) használnak, azonban ez nem szükségszerű.
Az aktuális pozíció és a célpont ismeretében lehet megtervezni a kívánt útirányt, illetve korrigálni a tervhez képest fellépő eltéréseknek megfelelően. Az irányszámítás legfőbb elméleti tényezője a tengeráramlások, de a gyakorlatban erősen befolyásolhatják más körülmények is, mint az időjárás vagy a hajózási forgalom.
Az útirányok között megkülönböztetünk állandó irányszögű és főköri navigációt. Előbbinél állandó irányszögbe hajózva haladunk végig az útvonalon (pl. 315 fok, azaz északnyugat felé), míg utóbbinál a lehető legrövidebb útvonalon, a Föld egyik főköre mentén, ami folyamatosan változó (az adott példában 315 foknál nagyobb induló és folyamatosan csökkenő) irányszöget eredményez.

Part mentén navigálva a hajók — különösen a kereskedelmi hajók — ma már szinte kizárólag elektronikus eszközökkel, GPS-sel és radarral tájékozódnak, a klasszikus módszer a parti objektumokról iránylatainak bemérése volt. A nyílt tengeren a csillagászati navigációt a 20. században a szikratávíró, a rádió, majd a radar szorította ki. A megfelelő műszerrel felszerelt járművek tájékozódását jelenleg műholdak segítik.
A lokális forgalomban az elemi navigáció feladatainak megoldására elegendő a térkép és az iránytű.
A tájékozódás egyik legkorábbi eszköze az iránytű volt; Kínában több ezer éve ismerték. I.e. 1100 körül a kínai udvarból távozó külföldi követség olyan mágneses kocsikat kapott, amelyeken egy-egy kinyújtott kezű szobor állandóan a dél felé mutatott. A mágneses tájoló a 12-13. században, valószínűleg arab közvetítéssel jutott el Európába.
A Sarkcsillag régóta megbízhatóan mutatta az irányt az északi félgömb utazói számára, a déltengerek hajósait pedig a Dél Keresztje csillagkép segítette.
A Nap és a csillagok az égtájak kitűzésén kívül a tartózkodási hely földrajzi szélességének meghatározására is alkalmasak. Az északi féltekén a sarkcsillag horizont fölötti magasságából közvetlenül megállapíthatjuk, hogy melyik szélességi, a helyi dél és a greenwichi idő eltéréséből pedig azt, hogy melyik hosszúsági körön vagyunk. A szélességi kör méréséhez tiszta idő kell, a hosszúsági kör meghatározásához pedig pontos óra.

## Hajózási almanach, szextáns
Miért is kell a sok táblázat? A táblázatokból bármelyik két bolygó állásának szögéből, vagy nagyjából déli észleléssel, de a mérés pontos idejét rögzítve kiszámolható az aktuális földrajzi helyzet — tehát akkor, ha tudjuk, hol van pontosan az égitest az égbolt koordináta-rendszerében és meg tudjuk határozni a pillanatnyi látszó helyzetét. Az előbbihez csillagászati táblázat (hajózási almanach) kell, az utóbbihoz szögmérő műszer (szextáns).
A szárazföldi helymeghatározáshoz teodolitot használtak. 

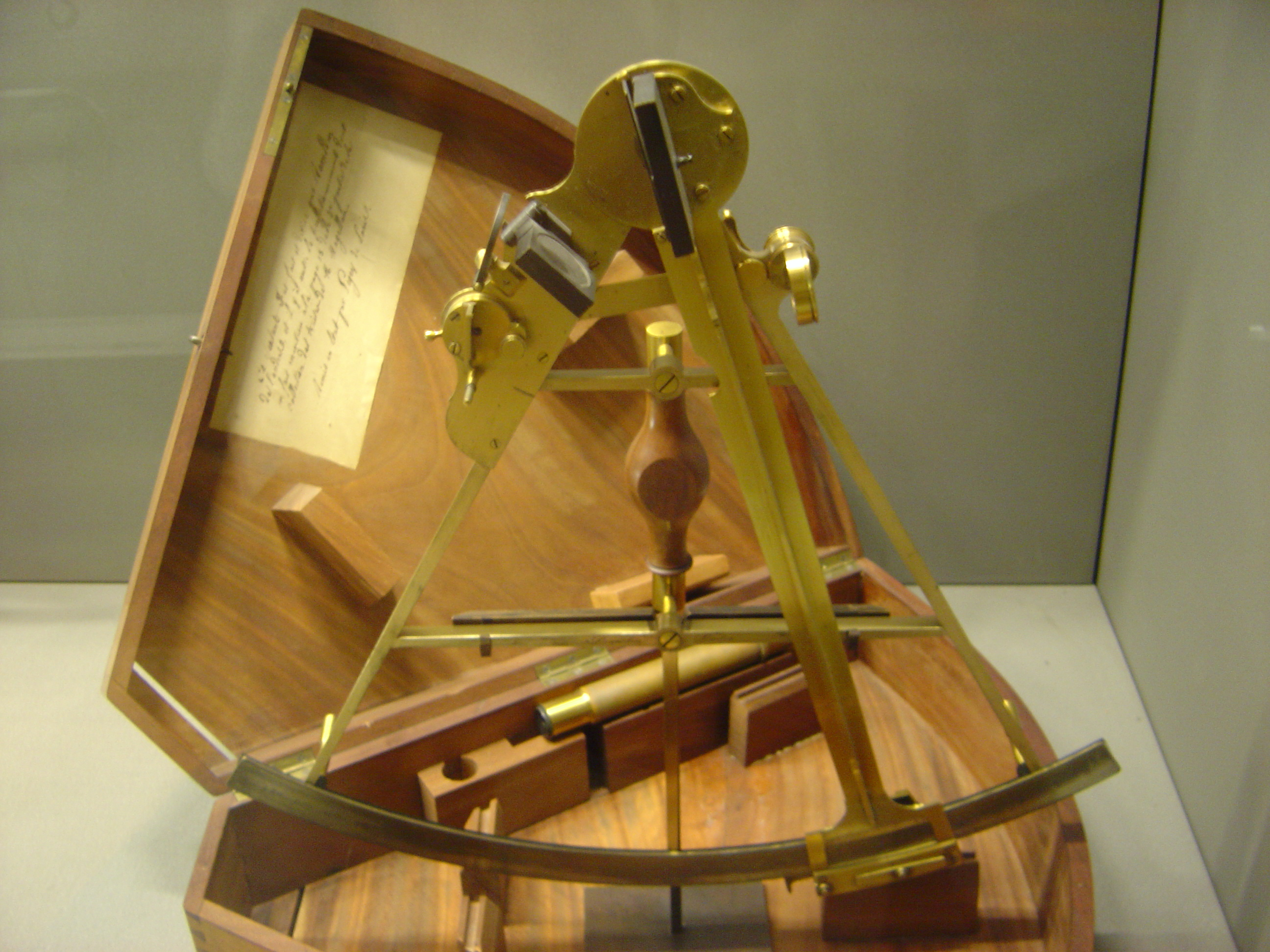
18. századi szextáns a Musée des Arts et Métiers gyűjteményéből

### A csillagászati helymeghatározás története
Egy megszállott csillagász, Peurbach vette a fejébe, hogy a bolygók állásából meghatározható a földrajzi helyzet, ezért a bolygóállásokat igen pontosan jegyezni kezdte, és eredményeik évkönyvekben, táblázatokban — „efemeridákban” — adta ki 1450–1461 között. A megfigyeléseket tanítványa, Regiomontanus (1475–1506), majd Kepler, sőt Hell Miksa és Konkoly Thege Miklós is folytatta. A táblázatok a párizsi, az ógyallai, a berlini vagy a greenwichi csillagvizsgálóhoz köthetők; a greenwichiek voltak a legkitartóbbak.
A navigátor számára nem lényeges, hogy a méréshez észlelt egyes égitestek milyen távolságban vannak tőle vagy milyen pályát írnak le, csak az égbolton elfoglalt helyük és látszólagos napi mozgásaik érdekesek a mérés szempontjából. Tehát a csillagászati navigációhoz a ptolemaioszi geocentrikus világképet használjuk: az égitestek egy a Földet körülvevő képzeletbeli gömb -az Éggömb- felszínén végzik látszólagos mozgásukat, a navigátor pedig ezeket a látszólagos mozgásokat méri a csillagászati szögmérővel, azaz a szextánssal. A középkor tengerészei a szextáns előtti időkben egy "Jákob-bot" nevű kezdetleges műszert használtak, de már ezzel a műszerrel is meglepően pontosan ki tudták számítani az egyes földrajzi pontok földrajzi szélességét. A probléma a hosszúság meghatározása volt: ehhez pontos órára, kronométerre volt szükség, amelyet csak az 1700-as évek második felére tudtak fedélzeten használható kivitelben elkészíteni. A kronométer megjelenéséig a hajózásban az ún. "szélességi hajózás" vagy "középszélesség hajózás" módszerét használták: Európát elhagyva a keresett tengerentúli kikötő szélességi fokára hajóztak (hiszen a szélességet tudták jól mérni és kiszámítani) majd ezen a szélességen addig hajóztak a kívánt irányban (jellemzően nyugat felé, a passzátszelek segítségével) amíg szinte beleütköztek a keresett szigetbe. Ez a kezdetleges módszer azzal a hátránnyal járt, hogy sokszor nem találták meg újra a már korábban felfedezett szigetet. Ezt a problémát csak a kronométer kifejlesztése tudta megoldani, amelynek segítségével már pontosan tudtak földrajzi hosszúságot is számítani.
Egy érdekesség: míg a nulladik szélességi fokban hamar közmegegyezésre jutottak a világ hajósai és térképészei, vagyis hogy ez az Egyenlítő, addig a kezdő hosszúsági körben sokáig nem volt megegyezés. A franciák kezdő hosszúsági köre Párizsban volt, a spanyoloké Cádizban, az angoloké pedig Londonban, a híres greenwich-i csillagvizsgáló kupoláján átmenő képzeletbeli vonalon. Anglia 19. századi világpolitikai vezető szerepe miatt a 20. század elejére nemzetközileg elfogadottá vált a nulladik hosszúsági kör napjainkban is használt helye.
A 19. században a térképezésben általános volt a ferrói számítás, aminek kezdő meridiánja az ókor legnyugatibb ismert pontja volt — a Kanári-szigetek közül Ferro (ma El Hierro). A korabeli térképeken itt húzzák meg a 0 hosszúsági kört. (Greenwich 17° 39' 46"-cel, Párizs kereken 20 fokkal számolta vissza az adatokat.)

### Kronométer

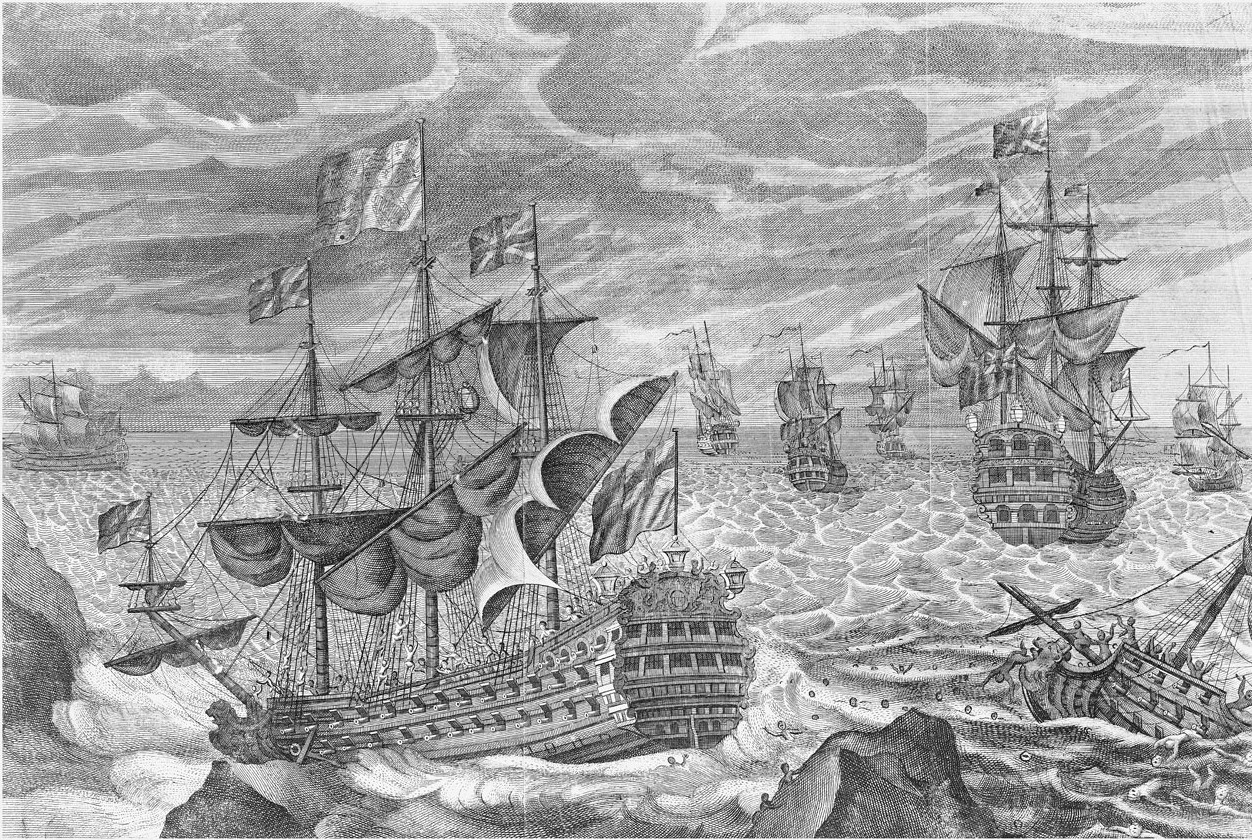
A Scilly-szigeteknél zátonyra futott négy hajó egyike, a HMS Association tíz évvel a baleset előtt

A földrajzi hosszúság meghatározásának legpontosabb módszere a (delelési) időkülönbség meghatározása volt, amihez azonban igen pontos óra kellett. Ennek hiányában a felfedezések korának nagyobb részében a tengerészek félig vakon hajóztak: bár a szélességi fokot meg tudták határozni, de a hosszúságot nem. Ezért pedig a nyílt vízen sosem tudhatták biztosan, hol is járnak, ami rengeteg eltévedéshez és balesethez vezetett. 1707 októberében a brit királyi flotta négy hajója tévedt el és futott zátonyra a Scilly-szigeteknél, 1550 halottal. Részben ennek hatására a brit parlament 1714-ben elfogadta a Longitude Act nevű törvényt, amiben 20 ezer font jutalmat — ami hatalmas vagyon volt — ígértek annak, aki életképes és használható módszert talál fel a földrajzi hosszúság meghatározására a nyílt tengeren. Az első tengerészeti kronométert Henry Sully nevű órásmester készítette el 1716-ban. Ez egy módosított ingaóra volt, amit éppen ezért csak nyugodt vízen lehetett használni, mert a billegéstől több percet is veszíthetett vagy nyerhetett egyetlen nap alatt. A 20 ezer fontos díjat húsz évvel később John Harrison (1693-1776) nyerte el.
Az óra, vagyis a kronométer és a táblázatok segítségével meghatározható volt a földrajzi helyzet, ha látszott két égitest vagy a horizont és egy égitest. Egészen a GPS koráig ezt a módszert használták.
60 tmf = 1°= 4 idő-perc; vagyis 1 tmf = 1 szögperc = 4 idő-másodperc, ez csak a szélességi kör szerint igaz, hiszen az Egyenlítő és a sarkok között jelentős méretkülönbség van. 1 tmf = 1852 méter, vagyis 1000 öl.
A világidőt a greenwichihez igazítjuk, hiszen a csillagászati táblázatokból számítható a Greenwich-től vett eltérés; a helyi delet a greenwichivel kell összehasonlítani. A 180° (dátumválasztó vonal) egy majdnem lakatlan hosszúsági körre esik. A horgonyzó vitorláshajók kapitányaival a greenwichi csillagvizsgálóban minden nap egy leeső kosár közölte a déli pontos időt. Amikor két hajó találkozott, tisztjeik egyeztették kronométereiket. Soha sem állították át őket, vagyis nem nyúltak az óraműhöz: az eltéréseket egy könyvbe jegyezték, és a helyszín számításánál figyelembe vették. Az 1920-as évektől a rádióállomások is közlik a pontos időt.
A legendás Bounty vitorlás 1787-es útján Afrikát, Ausztráliát, Új-Zélandot délről megkerülve „túlvitorlázott” Tahiti hosszúságán, majd északnyugatra cirkálva ért célba.

### Anemona (szélrózsa)

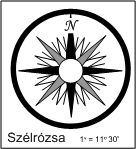
Anemona (szélrózsa)

A középkori hajók iránytűje nem mindig volt alkalmas kellően pontos leolvasásra. Skálájukon nem is volt fokbeosztás, csak szélrózsa. A tengeri áramlatok és a szél miatt oldalazó vitorlás ennél pontosabb iránytartásra nem is lett volna képes.
(A kapitány a kurzust az égtáj megnevezésével adta meg: "kormányos, irány Dél-Délkelet!" A finom irányváltoztatásra pedig ott volt a vonás, ami 5° 45'-et jelentett.)